# ライトウインズりんくうタウン
ライトウインズりんくうタウンは、日本中央競馬会 (JRA) が2018年9月22日に開設した場外勝馬投票券発売所。正式名称はりんくうタウン場外勝馬投票券発売所。

## 概要
JRAとして100箇所目の発売施設で、ライトウインズ阿見に続く2か所目の「非滞留型発売エリア」を中心としたライトウインズとして開業した。同施設はJRAとして初めての駅ビル内への設置であり、りんくうパピリオ2階のテナントとして開業した。JR関西空港線・南海空港線「りんくうタウン駅」改札口より約70メートル（改札階）に位置しており、駅利用者及び駅から至近の大型商業施設「りんくうプレミアム・アウトレット」の利用者を含めた客層を主たる顧客として想定している。JRAは2017年8月28日に2018年秋の開所を予定すると正式発表した。

## 施設概要
出典：
- 住所：大阪府泉佐野市りんくう往来北1番 りんくうパピリオ2階内
- 敷地面積：【ライトウインズエリア】419.77平方メートル 【ラウンジエリア】475.23平方メートル
- 窓口数：16窓（自動発売機6窓、自動発売払戻兼用機8窓、UMACA入出金機2窓
- UMACA投票機5台
- 営業時間：9時20分から16時45分まで

## 特徴
本施設の特徴として映像・オッズ等の提供を行わない「ライトウインズエリア」と、館内モニターにて「グリーンチャンネル」を放映する「ラウンジエリア」に分かれている点が挙げられる。「ラウンジエリア」は先着定員制で有料指定席である（〔席数：82席（うち身障者席1席）（先着定員制）・利用料金：1,000円〕）。初のライトウインズであるライトウインズ阿見では「ライトウインズエリア」のみの設置となっており、本施設の「ラウンジエリア」はJRAとして初の試みである。